# Christine Jachmann
Christine Jachmann (* 18. November 1946 in Lüneburg) ist eine deutsche Architektin, die in Berlin lebt und arbeitet.

## Leben und Werk
Das Studium im Fach Architektur schloss Christine Jachmann mit einem Diplom an der Technischen Universität Berlin ab. Ab 1972 arbeitet sie als Architektin in Berlin und Köln. Eine besondere Rolle hatte Jachmann beim Wohnungsbau im Übergang von den 1970er zu den 1980er Jahren. Gemeinsam mit Monika Krebs und Klaus D. Krebs plante sie eine große Wohnanlage in Berlin-Wilmersdorf, die ein baugeschichtliches Bindeglied zwischen den großen innerstädtischen Wohnbauten der 1970er Jahre und den postmodernen Blockrandbauten der 1980er Jahre darstellt. Diese Wohnanlage in der Durlacher Straße wurde zwischen 1978 und 1980 erbaut und beherbergt mehr als 200 Wohneinheiten.
1981–1983 baute Jachmann eine Mehrfamilienhaus-Stadtvilla in Berlin-Grunewald dann im komplett postmodernen Stil, mit großen Wintergärten und mehreren spitzen Dachgiebeln.
Bei der Internationalen Bauausstellung 1987 in Berlin nahm Christine Jachmann eine besondere Stellung ein. Sie war involviert bei der Planung des Block 2, einem Projekt, das von Architektinnen geleitet wurde und das besonders die Rolle von Frauen in den Vordergrund stellte. Neben Jachmann planten hier auch Zaha Hadid und Myra Warhaftig. Im Laufe der Planung stellte sich jedoch heraus, dass das benachbarte Planungsvorhaben der aus Polen eingeladenen Architekten eine zusätzliche Koordinationsstelle bedurfte. Also machte man Christine Jachmann zur Kontaktarchitektin für jenes Projekt. Sie selbst lieferte letztendlich wichtige Beiträge für den Entwurf, auch wenn sie selbst diese Aufgabe als „undankbar“ empfand.
Christine Jachmann war auch verantwortlich für Sanierung und Umbau des denkmalgeschützten Haus Dessau in Berlin-Kreuzberg, in dem sich heute die Botschaften der Republik Costa Rica, der Dominikanischen Republik und der Republik Senegal befinden. Jachmann hat sich starkgemacht für die Rolle von Architektinnen. Das Projekt Berliner Architekt*innen – Oral History der Technischen Universität Berlin präsentierte Jachmann als eine der wichtigen Personen für die Sichtbarkeit von Frauen in der Architektur.

## Galerie

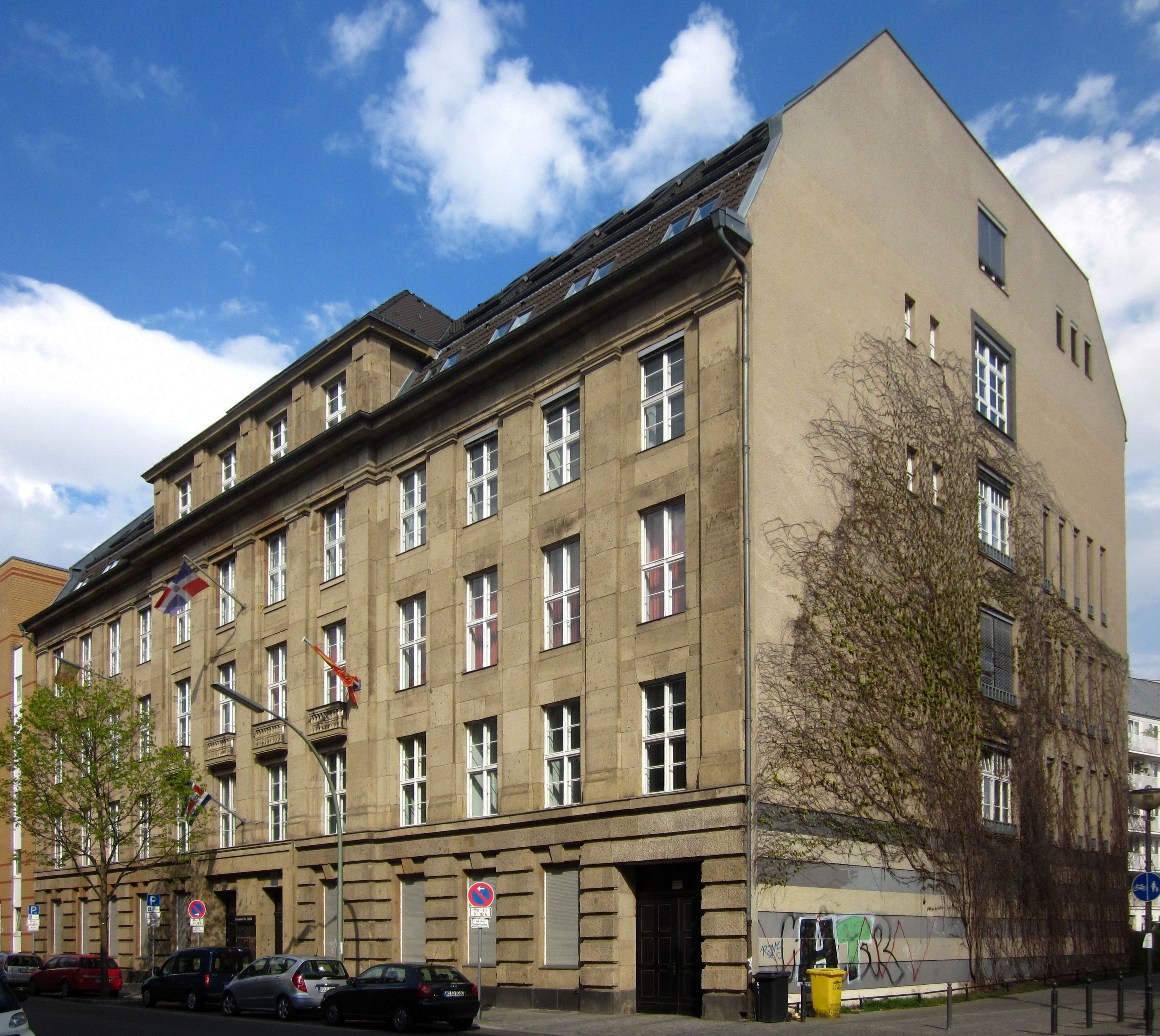
Haus Dessau in der Dessauer Straße 28–29 in Berlin-Kreuzberg
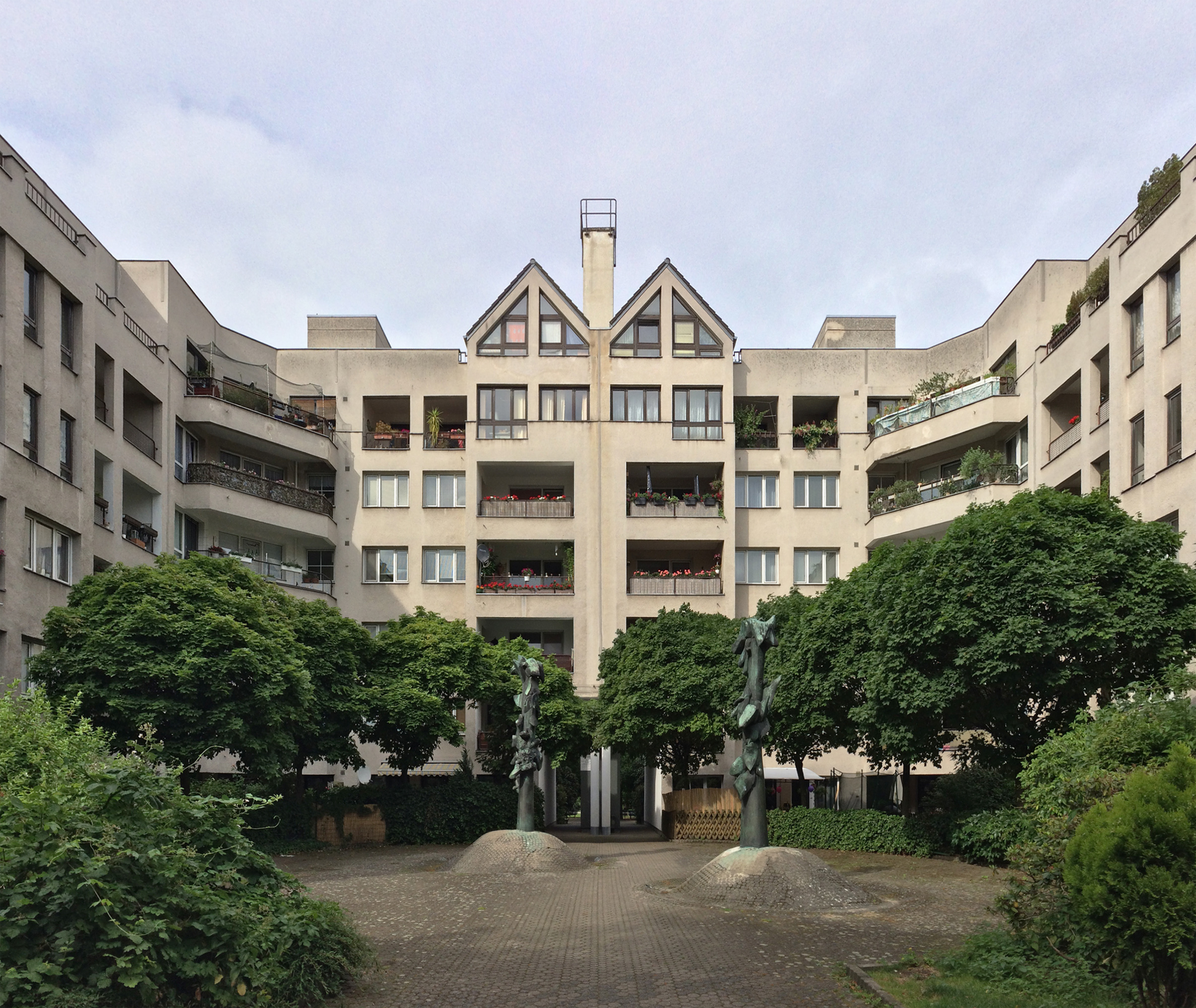
Wohnanlage Wohnen am Volkspark, Berlin-Wilmersdorf
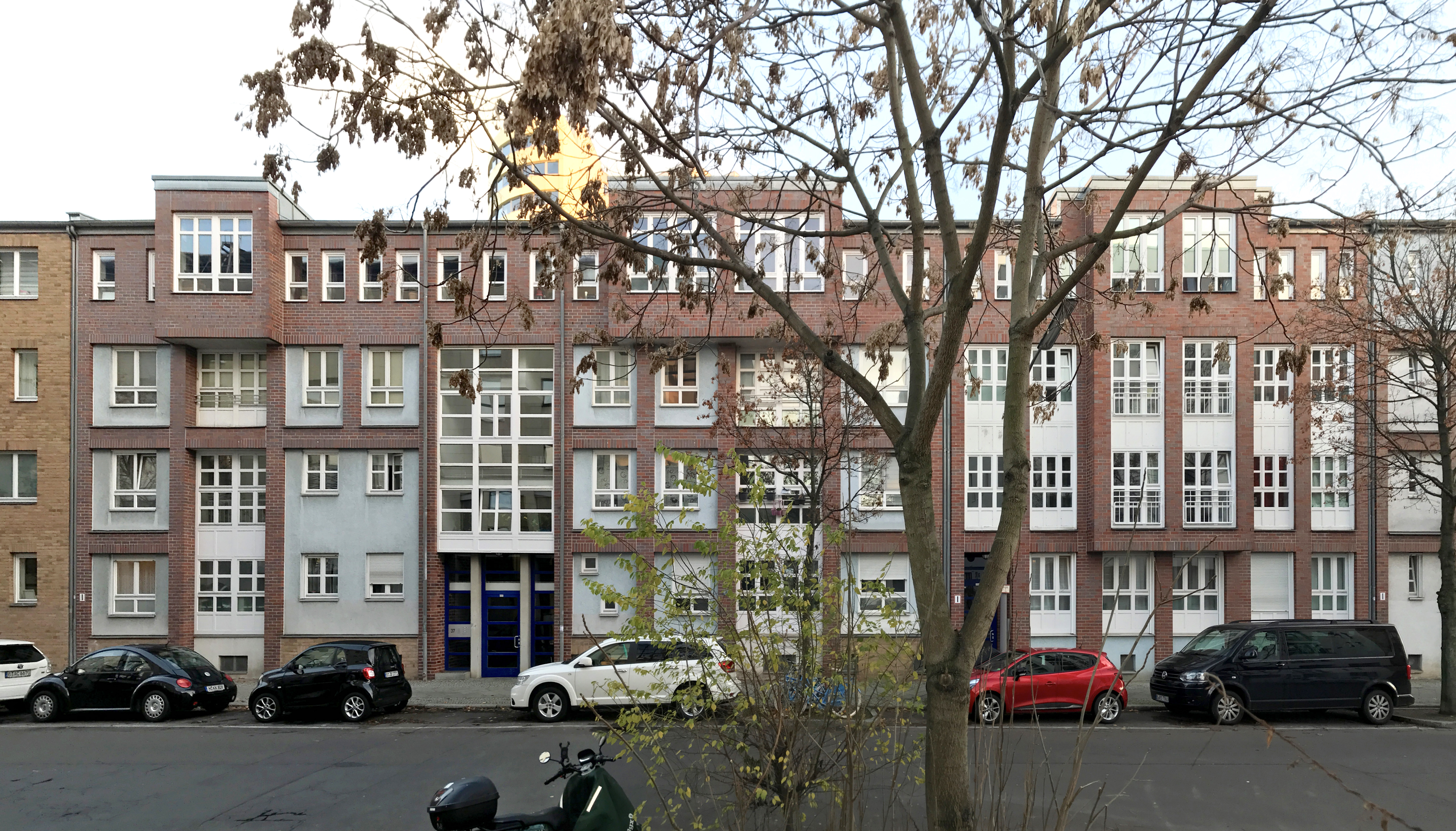
IBA 87 Wohnhof Block 2, Dessauer Straße 36/37, Berlin-Kreuzberg
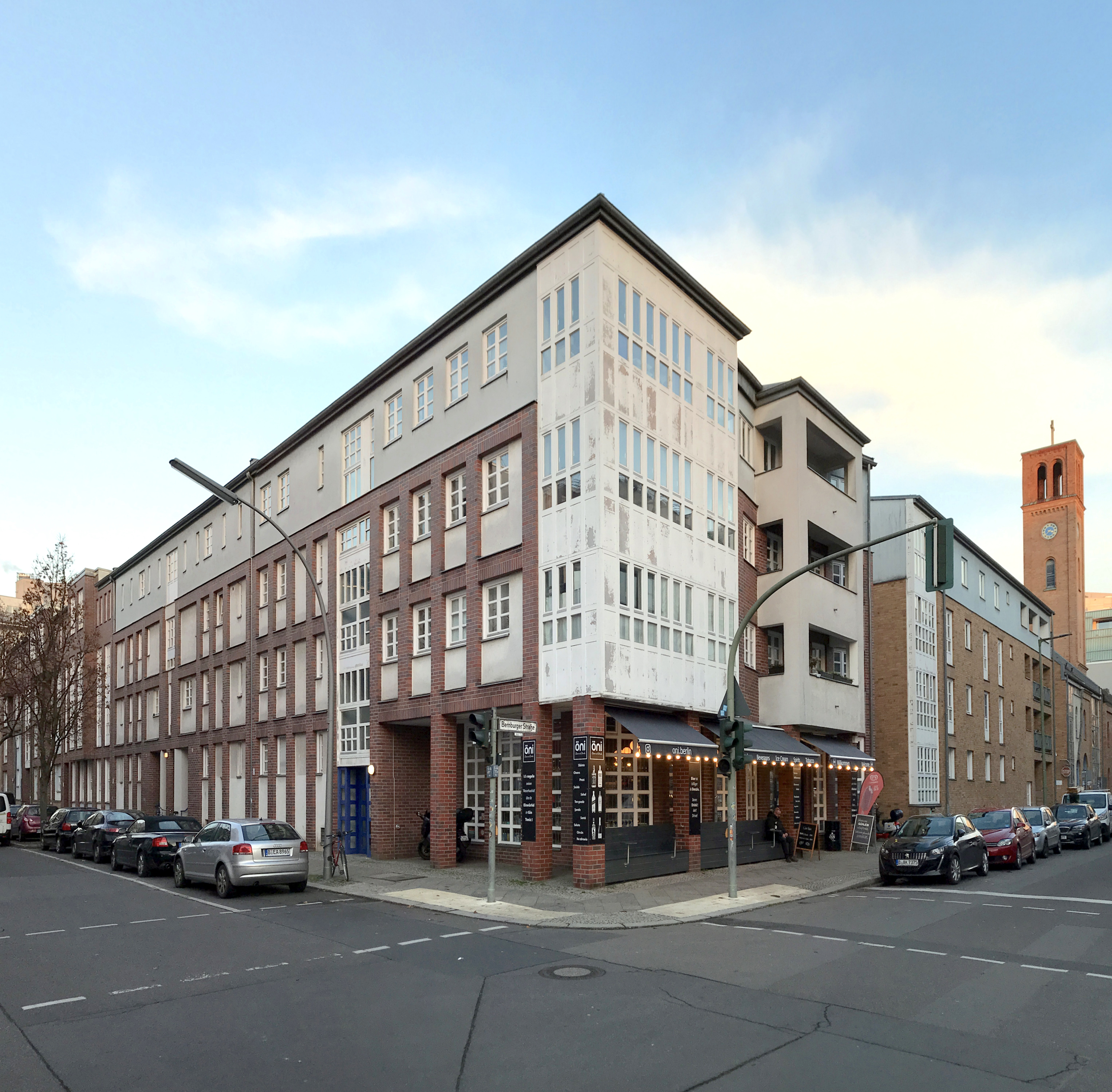
IBA 87 Wohnhof Block 2, Ecke Dessauer Straße/Bernburger Straße, Berlin-Kreuzberg
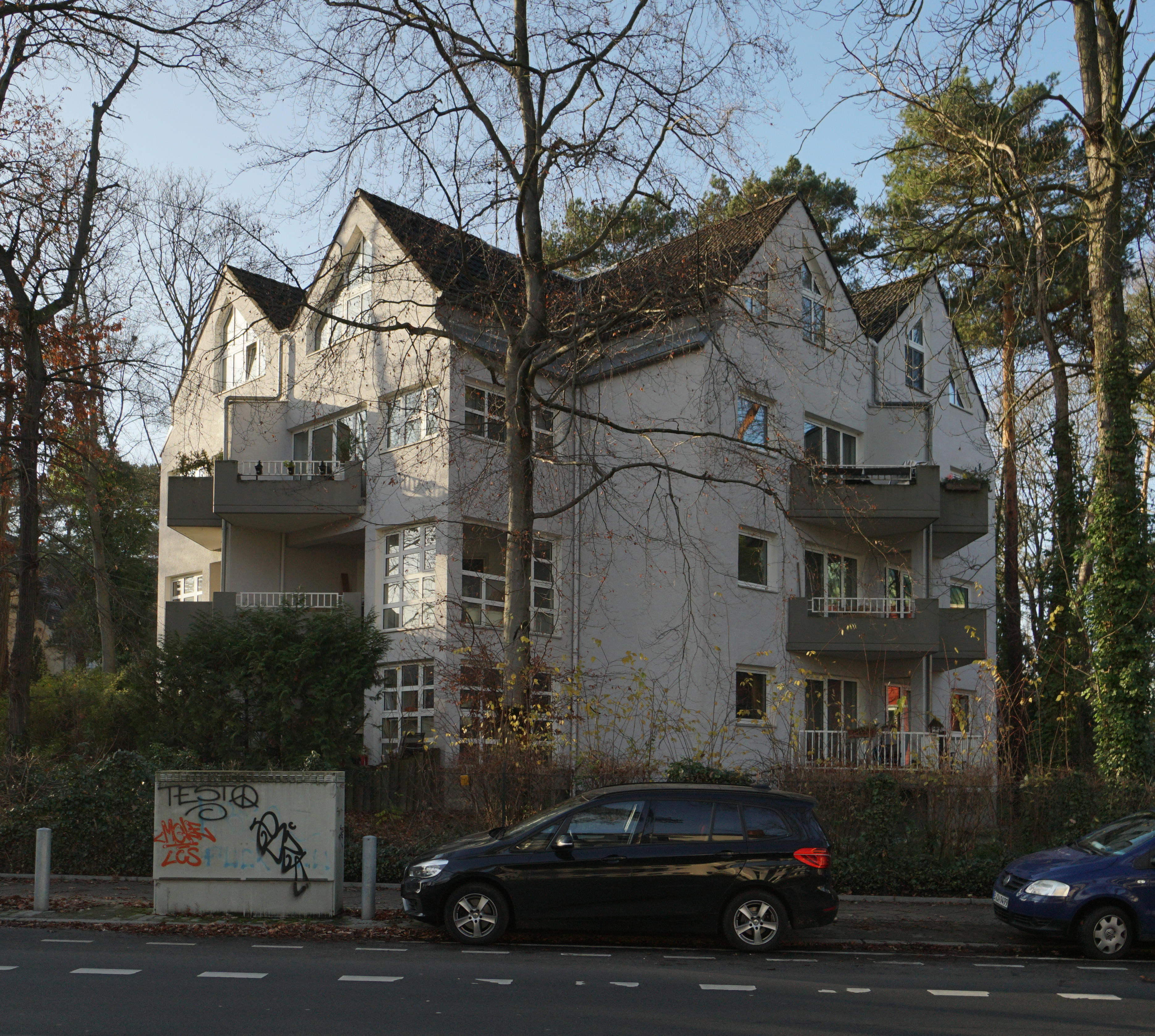
Mehrfamilien-Stadtvilla, Ausführung 1981–1983, Berlin-Grunewald